# Бурбарре
Бурбарре́ (фр. Bourgbarré) — коммуна на северо-западе Франции, находится в регионе Бретань, департамент Иль и Вилен, округ Ренн, кантон Жанзе. Расположена в 13 км к югу от Ренна. 
Население (2018) — 4 277 человек. 

## Достопримечательности
- Церковь Святой Троицы XVII—XIX веков

## Экономика
Структура занятости населения:
- сельское хозяйство — 3,0 %
- промышленность — 17,3 %
- строительство — 11,7 %
- торговля, транспорт и сфера услуг — 52,0 %
- государственные и муниципальные службы — 16,0 %

Уровень безработицы (2018) — 6,4 % (Франция в целом —  13,4 %, департамент Иль и Вилен — 10,4 %). 

Среднегодовой доход на 1 человека, евро (2018) — 23 110 (Франция в целом — 21 730, департамент Иль и Вилен — 22 230).

## Демография
Динамика численности населения, чел.

## Администрация
Пост мэра Бурбарре с 2020 года занимает Франк Морван (Franck Morvan). На муниципальных выборах 2020 года возглавляемый им независимый список победил в 1-м туре, получив 63,22 % голосов.
| Период | Период | Фамилия        | Партия       | Примечания                             |
| ------ | ------ | -------------- | ------------ | -------------------------------------- |
| 1971   | 1985   | Жозеф Панаже   |              | руководитель предприятия               |
| 1985   | 1992   | Жан-Клод Ридар |              |                                        |
| 1992   | 2001   | Жан Белом      |              | работник компании Bridel               |
| 2001   | 2020   | Дидье Нуйу     | Разные левые | старший техник                         |
| 2014   |        | Франк Морван   | Разные левые | директор медико-социального учреждения |